# Satherium
Satherium è un genere estinto di mustelidi, vissuto in Nordamerica durante il Pliocene e il Pleistocene (3,7 - 1,6 milioni di anni fa). 

## Descrizione
Questo animale era simile alle lontre attuali, e le dimensioni erano sicuramente superiori a quelle dell'attuale lontra americana (Lontra canadensis). Probabilmente sia come aspetto che come dimensioni i membri del genere Satherium si avvicinavano alla lontra gigante del Brasile (Pteronura brasiliensis), dalla quale si differenziavano principalmente per alcuni dettagli del cranio e della dentatura meno specializzati.

## Classificazione
Il genere Satherium fu descritto da Gazin nel 1934, inizialmente come sottogenere di Lutra (Gazin 1934b), per poi essere elevato al rango di genere da Barbour e Schultz nel 1937. La specie tipo, S. piscinarium, fu inizialmente classificata come una specie del genere Lutra (Lutra piscinaria) da Joseph Leidy nel 1873.  Un'altra specie, Satherium ingens, è stata descritta da Gazin nel 1934.
I fossili di Satherium provengono da vari siti statunitensi pliocenici e pleistocenici, da Washington alla Florida. La maggior parte dei fossili rinvenuti è nel sito di Hagerman, in Idaho.
La lontra gigante del Sud America (Pteronura brasiliensis) è considerata il parente vivente più prossimo di Satherium.